# Dreissena caspia
Dreissena caspia is een tweekleppigensoort uit de familie van de Dreissenidae. De wetenschappelijke naam van de soort is voor het eerst geldig gepubliceerd in 1855 door Eichwald.